# خوارزمية إيجاد جذور دالة
في الرياضيات وفي علم الحاسوب، خوارزمية ايجاد جذور دالة (بالإنجليزية: Root-finding algorithm)‏ هي خوارزمية تمكن من ايجاد قيم جذور دالة متصلة. جذر دالة f، مجموعتا انطلاقها ووصولها هما مجموعة الأعداد الحقيقية أو مجموعة الأعداد المركبة، هو عدد x حيث f(x) = 0.

## الطرق التكرارية

### طريقة نيوتن وما شابهها
تفترض طريقة نيوتن في الدالة كونَها تمتلك مشتقا متصلا.

## جذور الدوال الحدودية
ايجاد جذور متعددات الحدود هي معضلة ممتدة عبر التاريخ، تعرضت لأبحاث عدة عبر القرون. شهد القرن التاسع عشر تطوارات مهمة في هذا المجال وذلك في إطار الجبر الذي طورت نظرية المعادلات في إطاره.
بالنسبلة لمتعددات الحدود من الدرجة الخامسة فما فوق، تنص مبرهنة أبيل-روفيني على أنه لا حلول جبريةً لهؤلا الحدوديات.

### ايجاد جذر واحد
الطريقة الأكثر استعمالا من أجل ايجاد جذر واحد لدالة حدودية هي طريقة نيوتن، والتي تتمثل في حسابات متكررة للصيغة التالية
{\displaystyle x_{n+1}=x_{n}-{\frac {f(x_{n})}{f'(x_{n})}},}
بعد اختيار قيمة مناسبة ل {\displaystyle x_{0}.}. إذا كانت الدالة حدودية، يكون الحساب أسرع باستعمال طريقة هورنر الممكنة من حساب قيمة متعددة الحدود ومشتقاتها. الاقتراب عموما رباعي.

### ايجاد الجذور مثنى مثنى
انظر إلى طريقة نيوتن متعددة الأبعاد إلى طريقة بيرشتاو.

### ايجاد الجذور جمْلا
طريقة دوراند-كيرنر هي مثال عن الخوارزميات اللائي يمكنن من ايجاد جذور دالة جمْلا، أي أنهن يمكنن من ايجاد جميع جذور متعددة ما للحدود.